# Bopserbrunnen

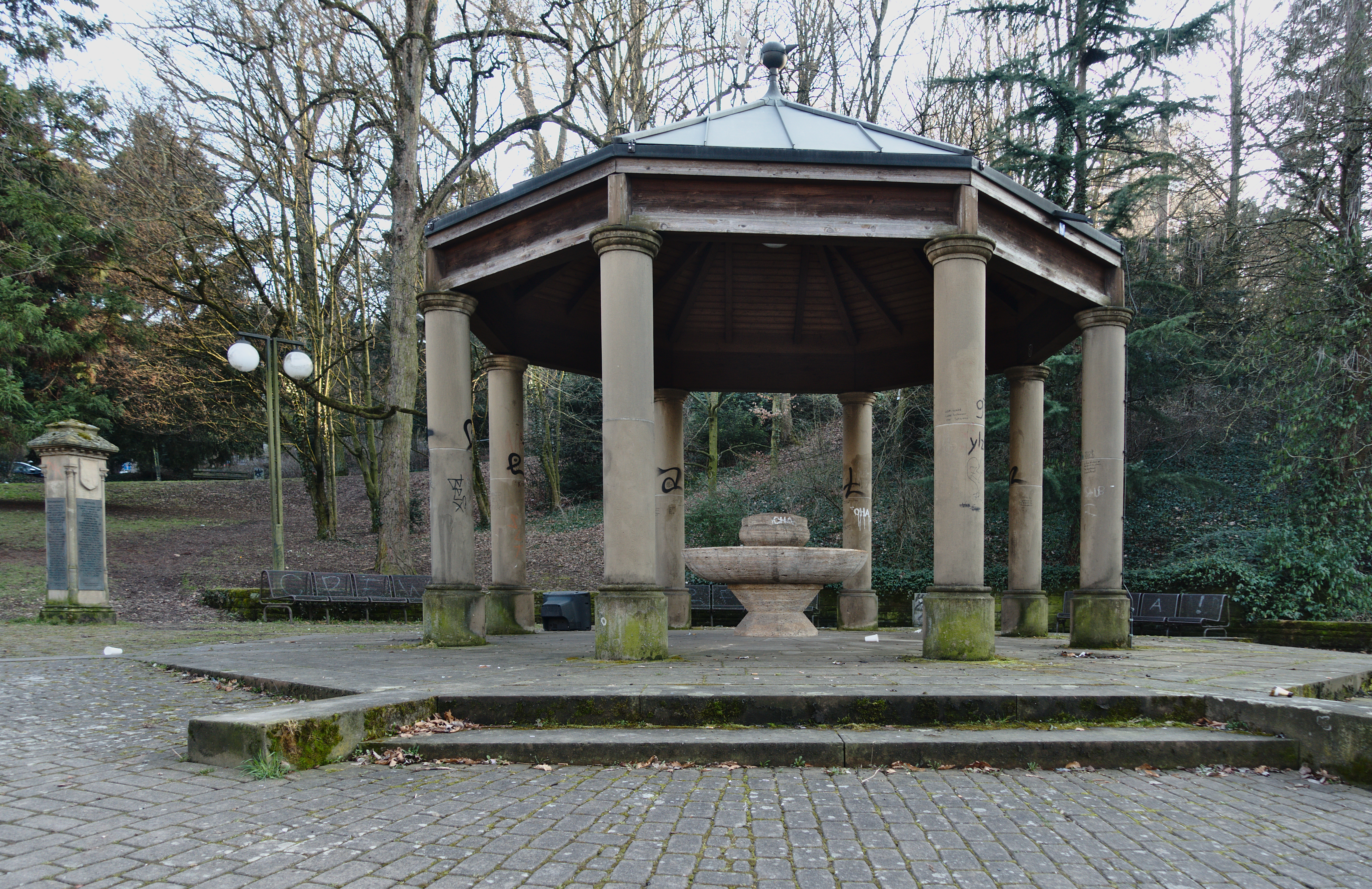
Bopserbrunnen. Links: Bopsergedenkstein mit 2 bronzenen Hinweistafeln.

Der Bopserbrunnen in Stuttgart, schwäbisch Bopserbrünnele, ist ein Brunnen im Stadtteil Bopser des Stadtbezirks Stuttgart-Süd. Er liegt in den denkmalgeschützten Bopseranlagen, einem Mischbaumbestand in einer U-Schleife der Hohenheimer Straße, umbraust vom Verkehr der Bundesstraße B27. 
Ein achteckiger Säulenpavillon umgibt die kelchartige Travertinschale des Trinkbrunnens. Die Mineralwasserquelle des Brunnens wurde 1762 entdeckt. Seit 1951 wurde der Brunnen aus dem städtischen Trinkwassernetz gespeist. Später wurde der Brunnen stillgelegt.

## Lage

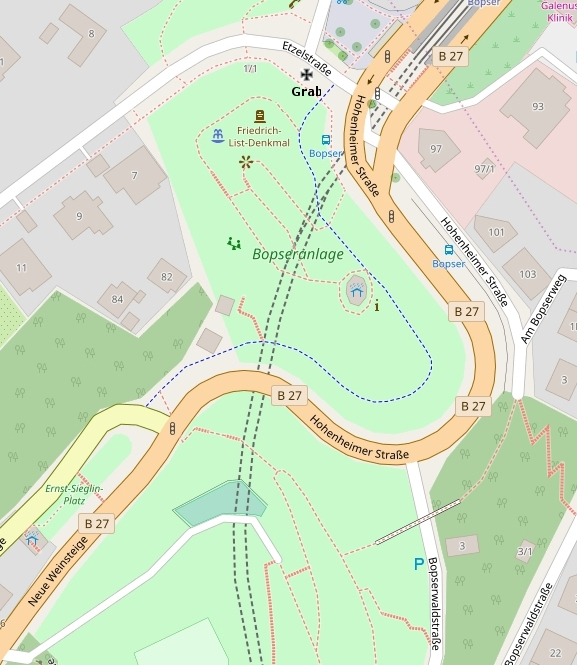
Lageplan der Bopseranlage. Strichelung: Fußwege rot, Radwege blau, Stadtbahntunnel schwarz.

Die Bopseranlage mit dem Bopserbrunnen schmiegt sich in eine U-Schleife der Hohenheimer Straße bis hin zur Etzelstraße. Die Hohenheimer Straße zweigt hier in die Haarnadelkurve der Neuen Weinsteige mit dem Ernst-Sieglin-Platz ab. Die Hohenheimer Straße und die Neue Weinsteige bilden zusammen ein ansteigendes Teilstück der Bundesstraße B27, die vom Charlottenplatz in der Innenstadt bis nach Stuttgart-Degerloch etwa 200 Höhenmeter überwindet. Die Bopseranlage liegt auf einer Höhe von 320 Metern über NN. In unmittelbarer Nähe der Bopseranlage liegt die Stadtbahnhaltestelle Bopser, von wo aus die Stadtbahn die Bopseranlage in einem Tunnel unterquert. Sie kann über die Linien U5 (Leinfelden), U6 (Fasanenhof), U7 (Ostfildern) und U12 (Remseck) erreicht werden.
Südlich des Bopserbrunnens erhob sich bis 1964 jenseits der Hohenheimer Straße die Villa Weißenburg. Sie lag auf einer 40 Meter höher gelegenen Anhöhe des Weißenburgparks und bildete zusammen mit dem Bopserbrunnen ein beliebtes Motiv für Fotografen und Künstler, siehe zum Beispiel: Zeichnung von Eduard Mörike von 1856.

## Bopseranlage
Das Gelände der Bopseranlage steigt von der Etzelstraße 20 Meter aufwärts nach Süden. Die Anlage umfasst eine Fläche von etwa 90 Ar, die überwiegend von Bäumen bestanden ist. Wenn man die Bopseranlage nahe der Stadtbahnhaltestelle an der Etzelstraße betritt, trifft man auf  das Friedrich-List-Denkmal. Dahinter liegt ein großer Spielplatz mit bunten Tierfiguren aus Holz, einem Brünnchen, Kletterturm, Rutsche, Hängematte, Seilbahn, Schaukel und Kleinkarussell. Über eine Treppe erreicht man vom Spielplatz aus an einem Hang eine erhöhte Aussichtsplattform. Ein Pflasterweg führt von der Etzelstraße zum Friedrich-List-Denkmal und parallel zur Hohenheimer Straße zum Bopserbrunnen, dann in einer ansteigenden U-Schleife bis zum Ausgang an der Hohenheimer Straße 84. Die Anlage ist mit einer Vielzahl von Sitzgelegenheiten ausgestattet, beim Friedrich-List-Denkmal und beim Bopserbrunnen befinden sich Sitzgruppen mit mehreren Reihen von Sitzbänken.
Rechts vom Eingang an der Etzelstraße befindet sich an der Böschung ein Grabstein für einen Soldaten, der an dieser Stelle in fast letzter Minute des Zweiten Weltkriegs sein Leben verlor. Ein unscheinbarer dreieckiger Felsstein trägt auf der Rückseite die folgende Inschrift:
Hier fiel am 21. April 1945

2 Stunden vor der Übergabe

Gefreiter Emil Waidelich

aus Eislingen/Fils

geboren 11. November 1908

## Bopserbrunnen

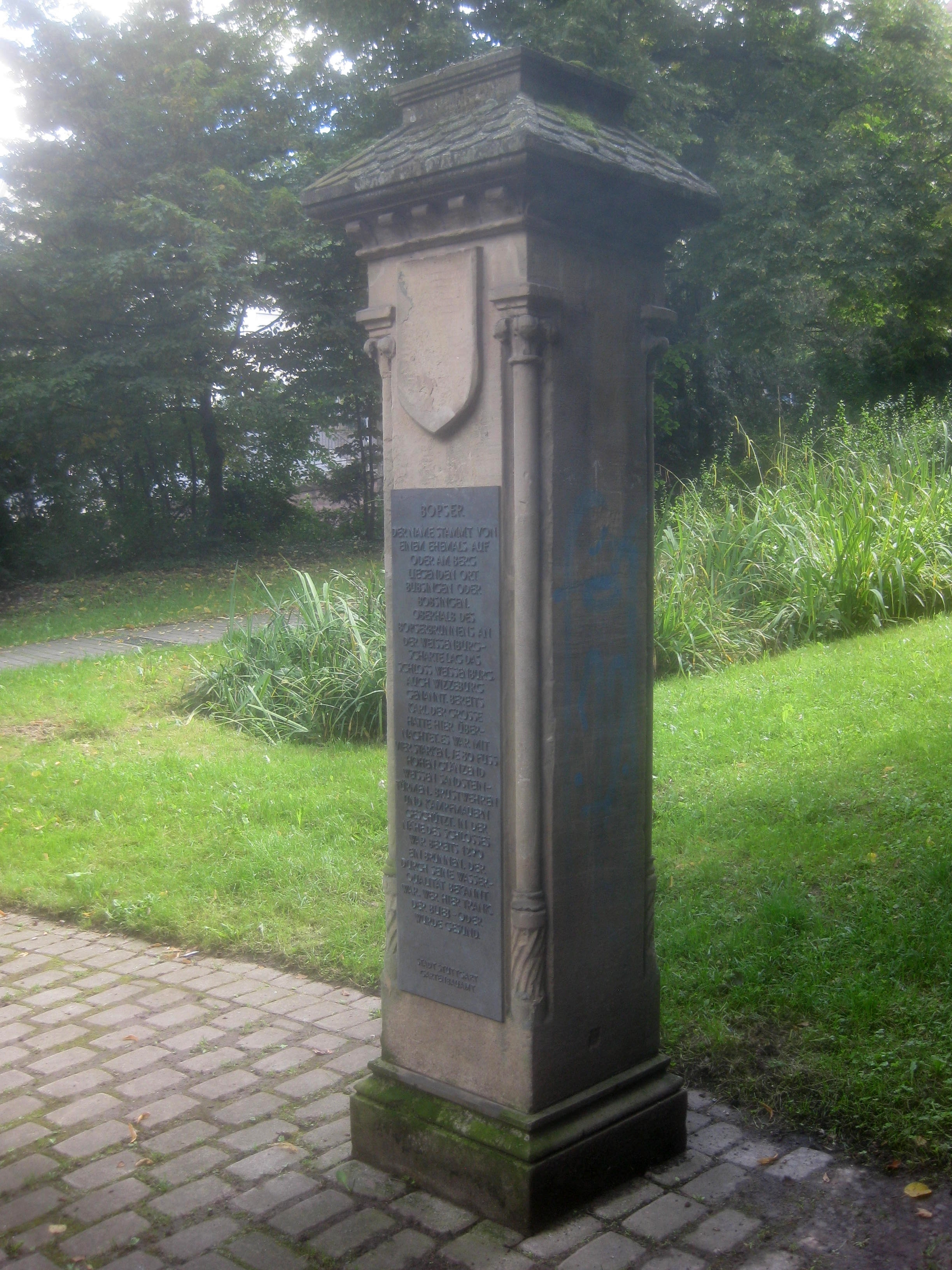
Bopsergedenkstein.

Die als Pavillon gestaltete Trinkhalle des Brunnens hat eine eigene Hausnummer: Hohenheimer Straße 80. Der 5 Meter hohe Pavillon wurde auf einem 8-eckigen Grundriss von 7 Metern Durchmesser auf einer teilweise abgetreppten Plattform von 11 Metern Durchmesser erbaut. Der Pavillon erhebt sich auf 8 Säulen mit einer zylindrischen Basis und einem dorischen Kapitell. 
Ein hölzernes Gebälk trägt das blechverkleidete Pyramidendach, das an der Spitze in einer Windfahne endet. Diese trägt eine vierachsige Windrose mit den Anfangsbuchstaben der Himmelsrichtungen und als Abschluss eine drehbare Kugel. Ein Pfeil zur Anzeige der Windrichtung geht durch die Kugel. Er trägt an einem Ende ein springendes Pferd aus Blech, das Stuttgarter Wappentier.
Hinter dem Pavillon lädt eine Reihe von Bänken zum Sitzen und ein Spielplatz zum Spielen ein. Etwas seitab steht der Bopsergedenkstein, eine klassizistische Stele mit quadratischem Grundriss, Säulchen an den Ecken und einem doppelstöckigen Pyramidendach. Die Stele trägt eine Bronzetafel des Verschönerungsvereins Stuttgart mit Erläuterungen zur Geschichte des „Bopserbrünnele“ und eine Bronzetafel der Stadt Stuttgart mit Erläuterungen zum Bopser.

## Friedrich-List-Denkmal

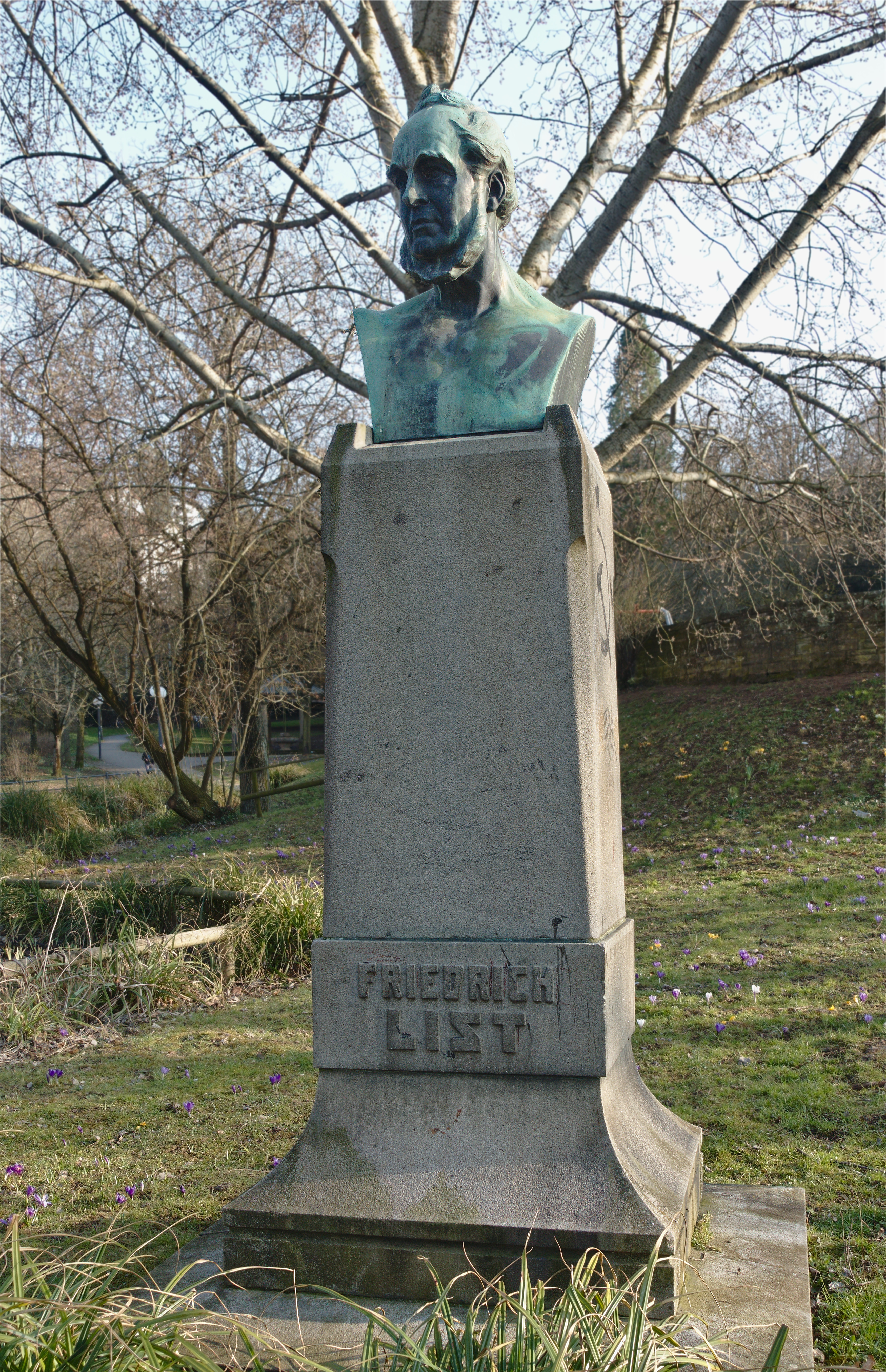
Friedrich-List-Denkmal.

Das Friedrich-List-Denkmal befindet sich beim Eingang der Bopseranlage an der Etzelstraße. Das Denkmal stiftete 1905 der Landesverein der württembergischen Verkehrsbeamten zu Ehren von Friedrich List, dem Nationalökonomen, Eisenbahnpionier und Vorkämpfer für den Deutschen Zollverein. Der in Reutlingen geborene Friedrich List wurde nach seinem Studium als Oberrevisor beim Finanzministerium in Stuttgart angestellt, bevor er 1817 als Professor an die Universität Tübingen berufen wurde. Die Bronzebüste des Denkmals schuf der Stuttgarter Bildhauer Daniel Stocker. Sie ruht auf einem Steinpostament mit der Inschrift „Friedrich List“.

## Baumbestand
Der reiche, teilweise alte Baumbestand der Bopseranlage geht bis auf die ersten städtischen Pflanzungen im Jahr 1822 zurück. Er besteht überwiegend aus Laubbäumen der verschiedensten Art, darunter Ahorn, Hainbuche, Blutbuche, Kastanie, Linde, Eiche, Platane und Pappel. An Nadelbäumen findet man unter anderem Eiben und Scheinzypressen. Es finden sich auch einzelne beachtenswerte Exemplare von Trompetenbaum, Götterbaum, Goldblasenbaum, Tulpenbaum und Riesen-Lebensbaum.
Eine detaillierte Übersicht des kartierten Baumbestandes bietet der Stuttgarter Stadtplan „Stuttgart Maps“ unter dem Thema „Natur & Umwelt“ in dem Abschnitt Bäume.

## Geschichte
Bereits zu Anfang des 17. Jahrhunderts bestand ein Vorgänger des Bopserbrunnens, jedoch „wesentlich oberhalb des heutigen“. Der Kupferstich „Bey Stutgart“ von Matthäus Merian aus dem Jahr 1624 zeigt den Brunnen in einem Taleinschnitt unterhalb der Ruine der Weißenburg. Der einfache Brunnen bestand aus einer Brunnensäule und 4 hintereinander gelagerten Brunnenwannen.
1762 wurde beim Graben nach Porzellanerde an der heutigen Stelle eine Mineralquelle entdeckt und die Quelle in einem Brunnen gefasst. 1822 wurden auf dem Gelände Bäume und Sträucher gepflanzt. So entstand die älteste Grünanlage auf Stuttgarter Boden. 1840 wurde über dem heutigen Brunnen ein achteckiger Steinpavillon auf Säulen errichtet. Er wurde 1884 durch einen gusseisernen Pavillon nach dem Entwurf des Stadtbaurats Adolf Wolff ersetzt. Gleichzeitig wurde die Parkanlage erneuert. 1939 wurde der Pavillon eingeschmolzen, und es verblieb nur der Travertinbrunnen. 1951 wurde der Brunnen an das Trinkwassernetz angeschlossen. 1991 wurde der alte Steinpavillon über dem Travertinbrunnen neu errichtet.
| - Matthäus Merian: „Bey Stutgart“, 1624. Vorn Mitte: Bopserbrunnen. Links Mitte: Weißenburgruine. | - Bopserbrunnen mit Grünanlage von 1822, 1831. | - Villa Weißenburg und Bopserbrunnen mit der steinernen Säulenhalle von 1840, 1860. | - Gusseiserner Pavillon von 1884, 1906. |

## Bopsergeist
1896 berichtete H. Frölich: „Hinter dem Brunnen befand sich das aus Tannen bestandene, jetzt abgeholzte sog. ‚Seufzerwäldchen’, in dem einst so mancher Lebensmüde sich das Lebenslicht auslöschen zu müssen glaubte. Daher stammt denn auch das früher oft erklungene Volkslied vom ‚Bopsergeist’:“
„Im Vollmond kommt er allermeist.

Ein Ruither Mann beim Nachhausegehn

Hat ihn im Rausche dort gesehn.

Der Geist sei ihm erschienen wie ein Bild,

Das in ein weißes Leichentuch gehüllt etc.“